# 徐奭
徐奭（？—1030年），字武卿，建州甌寧縣人，祖籍溫州瑞安縣義翔鄉木棉村，北宋政治人物。是兩宋唯一一位被封侯的狀元，也是宋代福建的第一位狀元。

## 生平
宋真宗大中祥符五年（1012年）殿试状元。其应试文章为《铸鼎象物赋》，内云“足惟下正，讵闻公之欹倾；弦乃上居，实取王臣之威重。”后任苏州通品税，兴修当地水利。宋仁宗天聖初年，升迁为两浙转运使，后任开封府知府，受封晋宁侯。

## 延伸阅读
[在维基数据编辑]